# Paardensport op de Olympische Zomerspelen 2016 – Springconcours (individueel)
Het individuele springconcours op de Olympische Zomerspelen 2016 vond plaats van zondag 14 tot en met vrijdag 19 augustus 2016. Regerend olympisch kampioen was Steve Guerdat uit Zwitserland, die op zijn paard Nino des Buissonets de titel verdedigde, maar in de barrage vierde werd. De finale bestond uit twee rondes: 27 ruiters kwalificeerden zich in de eerste ronde voor de tweede ronde, waarbij zes ruiters in de twee rondes foutloos bleven. Jeroen Dubbeldam bleef eveneens foutloos, maar plaatste zich niet na het overschrijden van de tijdslimiet in de tweede ronde. De zes ruiters legden in de barrage een relatief kort parcours af. Nick Skelton won de gouden medaille door foutloos te blijven en de snelste tijd te rijden. Guerdat kwam één seconde tekort voor de derde plaats; hij en Eric Lamaze maakten allebei één fout, maar de Canadees was sneller.

## Resultaten

### Finale
| rang | ruiter                     | paard               | land             | ronde 1 | ronde 1 | ronde 1 | ronde 2       | ronde 2       | ronde 2       | totaal        |   |
| rang | ruiter                     | paard               | land             | tijd    | sprong  | totaal  | tijd          | sprong        | totaal        | totaal        |   |
| ---- | -------------------------- | ------------------- | ---------------- | ------- | ------- | ------- | ------------- | ------------- | ------------- | ------------- | - |
| 1    | Nick Skelton               | Big Star            | Groot-Brittannië | 0       | 0       | 0       | 0             | 0             | 0             | 0             | Q |
| 1    | Steve Guerdat              | Nino des Buissonets | Zwitserland      | 0       | 0       | 0       | 0             | 0             | 0             | 0             | Q |
| 1    | Sheikh Ali Al Thani        | First Devision      | Qatar            | 0       | 0       | 0       | 0             | 0             | 0             | 0             | Q |
| 1    | Kent Farrington            | Voyeur              | Verenigde Staten | 0       | 0       | 0       | 0             | 0             | 0             | 0             | Q |
| 1    | Peder Fredricson           | All In              | Zweden           | 0       | 0       | 0       | 0             | 0             | 0             | 0             | Q |
| 1    | Eric Lamaze                | Fine Lady 5         | Canada           | 0       | 0       | 0       | 0             | 0             | 0             | 0             | Q |
| 7    | Jeroen Dubbeldam           | Zenith              | Nederland        | 0       | 0       | 0       | 1             | 0             | 1             | 1             |   |
| 8    | Matias Albarracin          | Cannavaro 9         | Argentinië       | 1       | 0       | 1       | 1             | 0             | 1             | 2             |   |
| 9    | Luciana Diniz              | Fit for Fun 13      | Portugal         | 0       | 4       | 4       | 0             | 0             | 0             | 4             |   |
| 9    | McLain Ward                | Azur                | Verenigde Staten | 0       | 4       | 4       | 0             | 0             | 0             | 4             |   |
| 9    | Álvaro Doda de Miranda     | Cornetto K          | Brazilië         | 0       | 4       | 4       | 0             | 0             | 0             | 4             |   |
| 9    | Edwina Tops-Alexander      | Linea Tequila       | Australië        | 0       | 0       | 0       | 0             | 4             | 4             | 4             |   |
| 9    | Martin Fuchs               | Clooney             | Zwitserland      | 0       | 0       | 0       | 0             | 4             | 4             | 4             |   |
| 9    | Christian Ahlmann          | Taloubet Z          | Duitsland        | 0       | 0       | 0       | 0             | 4             | 4             | 4             |   |
| 9    | Daniel Deusser             | First Class         | Duitsland        | 0       | 0       | 0       | 0             | 4             | 4             | 4             |   |
| 16   | Pedro Veniss               | Quabri de l'Isle    | Brazilië         | 0       | 4       | 4       | 1             | 0             | 1             | 5             |   |
| 16   | Ali Al Rumaihi             | Gunder              | Qatar            | 0       | 4       | 4       | 1             | 0             | 1             | 5             |   |
| 16   | Roger-Yves Bost            | Sydney une Prince   | Frankrijk        | 0       | 0       | 0       | 1             | 4             | 5             | 5             |   |
| 19   | Rene Tebbel                | Zipper              | Oekraïne         | 1       | 0       | 1       | 1             | 4             | 5             | 6             |   |
| 20   | Maikel van der Vleuten     | Verdi               | Nederland        | 0       | 4       | 4       | 1             | 4             | 5             | 9             |   |
| 20   | Sergio Alvarez Moya        | Carlo 273           | Spanje           | 0       | 0       | 0       | 1             | 8             | 9             | 9             |   |
| 22   | Kevin Staut                | Reveur de Hurtebise | Frankrijk        | 0       | 4       | 4       | 0             | 8             | 8             | 12            |   |
| 23   | Philippe Rozier            | Rahotep de Toscane  | Frankrijk        | 0       | 4       | 4       | 1             | 8             | 9             | 13            |   |
| 24   | Henrik von Eckermann       | Yajamila            | Zweden           | 0       | 4       | 4       | 0             | 12            | 12            | 16            |   |
| 25   | Ben Maher                  | Tic Tac             | Groot-Brittannië | 0       | 4       | 4       | 1             | 12            | 13            | 17            |   |
| 26   | Tiffany Foster             | Tripple X III       | Canada           | 0       | 4       | 4       | 1             | 16            | 17            | 21            |   |
| 27   | Harrie Smolders            | Emerald             | Nederland        | 0       | 4       | 4       | DNS           | DNS           | DNS           | —             |   |
| 28   | Jérôme Guéry               | Gran Cru Van de Roz | België           | 0       | 8       | 8       | uitgeschakeld | uitgeschakeld | uitgeschakeld | uitgeschakeld |   |
| 28   | Matt Williams              | Valinski S          | Australië        | 0       | 8       | 8       | uitgeschakeld | uitgeschakeld | uitgeschakeld | uitgeschakeld |   |
| 28   | Bassem Mohammed            | Dejavu              | Qatar            | 0       | 8       | 8       | uitgeschakeld | uitgeschakeld | uitgeschakeld | uitgeschakeld |   |
| 28   | Eduardo Menezes            | Quintol             | Brazilië         | 0       | 8       | 8       | uitgeschakeld | uitgeschakeld | uitgeschakeld | uitgeschakeld |   |
| 32   | Romain Duguet              | Quorida de Treho    | Zwitserland      | 0       | 12      | 12      | uitgeschakeld | uitgeschakeld | uitgeschakeld | uitgeschakeld |   |
| 32   | Yann Candele               | First Choice 15     | Canada           | 0       | 12      | 12      | uitgeschakeld | uitgeschakeld | uitgeschakeld | uitgeschakeld |   |
| 32   | Lucy Davis                 | Barron              | Verenigde Staten | 0       | 12      | 12      | uitgeschakeld | uitgeschakeld | uitgeschakeld | uitgeschakeld |   |
| —    | Meredith Michaels-Beerbaum | Fibonacci           | Duitsland        | DNF     | DNF     | DNF     | uitgeschakeld | uitgeschakeld | uitgeschakeld | uitgeschakeld |   |

### Barragefinale
| rang   | ruiter              | paard               | land             | sprong | tijd  | tijd  |
| ------ | ------------------- | ------------------- | ---------------- | ------ | ----- | ----- |
| Goud   | Nick Skelton        | Big Star            | Groot-Brittannië | 0      | 42.82 | —     |
| Zilver | Peder Fredricson    | All In              | Zweden           | 0      | 43.35 | +0.53 |
| Brons  | Eric Lamaze         | Fine Lady 5         | Canada           | 4      | 42.09 | —     |
| 4      | Steve Guerdat       | Nino des Buissonets | Zwitserland      | 4      | 43.08 | +0.99 |
| 5      | Kent Farrington     | Voyeur              | Verenigde Staten | 8      | 42.23 | —     |
| 6      | Sheikh Ali Al Thani | First Devision      | Qatar            | 8      | 45.03 | +0.80 |